# Myrmica dicaporiaccoi
Myrmica dicaporiaccoi är en myrart som beskrevs av Menozzi 1939. Myrmica dicaporiaccoi ingår i släktet rödmyror, och familjen myror. Inga underarter finns listade i Catalogue of Life.